# اگزبی‌بایت
اگزبی‌بایت ضریبی از واحد بایت است که برای مقادیر دیجیتالی اطلاعات استفاده می‌شود. پیشوندهای دودویی اگزبی به معنی ۲۶۰  می‌باشد در نتیجه یک اگزبی‌بایت، ۱٬۱۵۲٬۹۲۱٬۵۰۴٬۶۰۶٬۸۴۶٬۹۷۶ بایت خواهد بود. علامت اگزبی‌بایت، EiB است.
این واحد توسط کمیسیون الکتروتکنیکی بین‌المللی (آی‌ئی‌سی) ثبت شد و از طرف تمامی سازمان‌های اصلی مورد قبول واقع گردید. اگزبی‌بایت طراحی شده بود تا جایگزین اگزابایت، که در علوم رایانه به معنی ۱۰۱۸ بایت است، شود چرا که با معنی اگزا در دستگاه بین‌المللی یکاها مغایرت دارد.

## معنی
۱ اگزبی‌بایت= ۲۶۰ بایت (۱۰۲۴ پبی‌بایت) = ۱٬۱۵۲٬۹۲۱٬۵۰۴٬۶۰۶٬۸۴۶٬۹۷۶ بایت
پیشوند اگزبی یک تک‌واژ چندوجهی می‌باشد که از واژگان اگزا (کوینتیلیون) و باینری (دودویی) مشتق شده است. 